# PGC 214560
PGC 214560 è una galassia spirale situata nella costellazione di Ercole alla distanza di circa 760 milioni di anni luce dalla Terra.
È una galassia interagente con la piccola compagna SDSS J170007.01+230739.1 a formare una coppia denominata PA2008 255.028671+23.13151. Entrambe si trovano nelle vicinanze dell'ampia galassia UGC 10650 (o PGC 59408).
Il 2 agosto 2008 nella galassia PGC 214560 è stata scoperta la supernova SN 2008eq che è risultata una supernova di tipo Ia.